# 淀粉

直链淀粉分子结构

支链淀粉分子结构

淀粉（英語：starch, amylum）是一种多醣類，由通過糖苷鍵連接的大量葡萄糖單元組成的聚合型碳水化合物。
纯淀粉为一种白色、无味、无臭的粉末，不溶于冷水或酒精，分子式为(C6H10O5)n。淀粉因分子内氢键卷曲成螺旋结构的不同，可分为直链淀粉（糖淀粉）和支链淀粉（胶淀粉）。前者为无分支的螺旋结构；后者以24~30个葡萄糖残基以α-1,4-糖苷键首尾相连而成，在支链处为α-1,6-糖苷键。直链淀粉遇碘呈蓝色，支链淀粉遇碘呈紫红色。这是由于淀粉螺旋中央空穴恰能容下碘分子，由于范德华力，两者形成一种蓝黑色錯合物。单独的碘分子與三碘阴离子（I3-）都能使淀粉变蓝。
制造淀粉是绿色植物贮存能量的一种方式，也是人类饮食中最常见的碳水化合物，广泛存在于马铃薯、小麦、玉米、大米、木薯等主食中。由於澱粉呈粉狀，且比重約為 1.5g/cm3，分散在水中會向下沉澱，故名“澱粉”。食品工业中的澱粉經常被加工，以獲得多种用途的糖。淀粉在温水中溶解产生糊精，这可以用作增稠剂，硬化則作為粘接剂，因此淀粉在非食品工业最广泛的用途是在造纸过程中作为黏合剂。

## 历史
已經確定，在欧洲發現的30000年前石磨面粉颗粒中存在蒲菜（cattails, bullrushes）的根茎淀粉。
在古埃及纸莎草纸胶中也發現可能提取純小麦淀粉糊的紀錄。根据老普林尼的《自然史》，公元77-79年始有人提取淀粉。罗马人也将淀粉用在美容霜中，给头发撒粉。波斯人和印度人用它来作菜，使酱汁更浓。早在公元700年起，中国人已在生产用大米淀粉作表面处理的纸张。
到2008年，世界各地生產非直接食用性淀粉就有6600万吨。在欧盟约850万吨，约40％用于工业应用中，60％用于食品用途，后者为高果糖浆。
2021年9月24日，中国科学院天津工业生物技术研究所的二氧化碳人工合成淀粉技术相关成果在学术期刊《科学》上发表。研究员从头设计、构建了11步反应的非自然固碳与淀粉合成途径ASAP（Artificial Starch Anabolic Pathway），在实验室中首次实现从二氧化碳到淀粉分子的全合成。该技术将二氧化碳用无机催化剂还原为甲醇，转换为三碳后合成六碳，聚合成为淀粉，转换速率和效率都明显高于自然界合成淀粉。（自然平均效率约2%，合成的10%左右）

## 化学性质
淀粉可以在稀酸（如稀硫酸）（需要加热）或酶的催化下水解：(C6H10O5)n(淀粉)+nH2O→nC6H12O6(葡萄糖)。
淀粉水解的几种状态的检验
| 水解状态 | 加入银氨溶液水浴加热的现象 | 加入新制氢氧化铜的现象 | 加入碘水的现象 |
| -------- | -------------------------- | ---------------------- | -------------- |
| 未水解   | 无明显现象                 | 无明显现象             | 溶液变蓝       |
| 部分水解 | 产生银镜                   | 产生砖红色沉淀         | 溶液变蓝       |
| 完全水解 | 产生银镜                   | 产生砖红色沉淀         | 无明显现象     |

### 化学检验

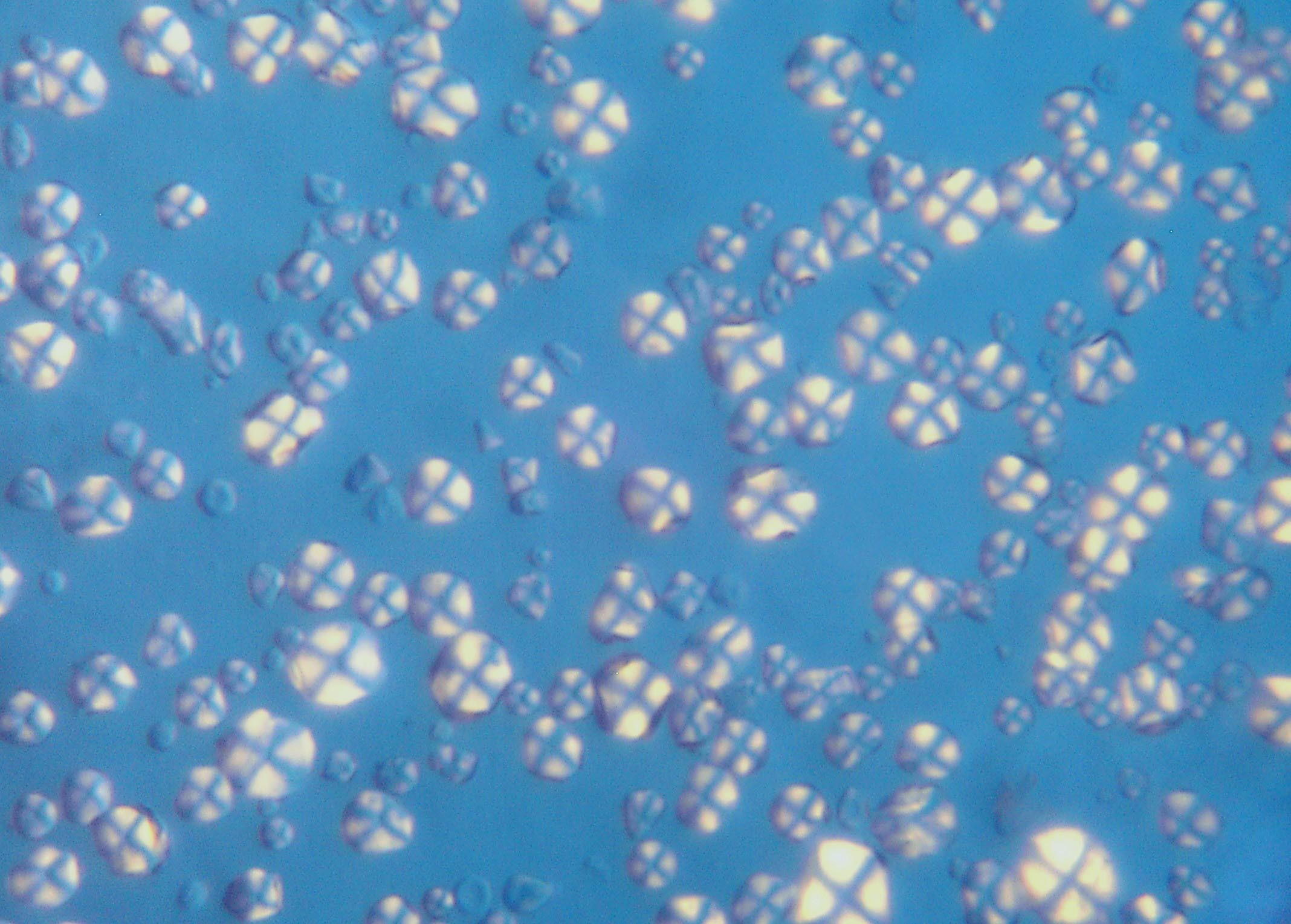
淀粉，放大800倍，在偏振光下

向试样中加入碘溶液呈深蓝色可以说明淀粉的存在。

## 食用
没有煮熟的天然食物淀粉，不易被人类淀粉酶分解进而消化，因为其以淀粉粒的形式存在。烹调时会让水分进入淀粉颗粒中，产生糊化作用，进而形成凝胶，人体消化酶就容易分解了。若食用较大量的未煮熟却富含淀粉的植物，这些未被消化的淀粉在进入大肠后，会被细菌利用而产生大量气体，造成腹痛。

## 食品应用
在食品工业中，可以利用高直链玉米淀粉生产减肥食品和煎炸食品，也是糖尿病人的理想食品，被称为“功能性食品”；此外，高直链淀粉还是胆结石及高血压病人的理想食品，具有防止胆结石形成及降低血液胆固醇的作用；还可以用来制造一种半透明纸，可通透二氧化碳，但不透氧气和氮气，且这种纸可食用。在非食品工业中，除了利用它作为纺织工业加浆的原料，一个重要的潜在利用价值是生产生物降解塑料，即光降解膜。
利用现代工业手段，生产出来的某些特别性质的淀粉，被称为“修飾淀粉”（Modified starch）。

### 淀粉工业
从种子，块根和块茎淀粉行业的提取和精制淀粉，湿法研磨，水洗，筛分和干燥。今天，商业淀粉主要是玉米淀粉、木薯淀粉、小麦粉和馬鈴薯澱粉。来自水稻，红薯，西米，绿豆的淀粉则占比较少。从历史上看，佛罗里达葛粉也被商业化。现在，淀粉可以在来自50多个种类的植物中提取。
未经处理的淀粉需要加热才能用于勾芡或涂胶。预煮的淀粉可以即刻在冷水中溶解，可用来增稠。这被称为预糊化淀粉。
| 原料         | 名稱                           | 用途、備註                                 |
| ------------ | ------------------------------ | ------------------------------------------ |
| 小麥         | 麵粉、澄粉（無筋麵粉）         | 適合西點麵食製作。                         |
| 馬鈴薯       | 太白粉、生粉                   | 適合勾芡和醃食物，湯汁放涼後會還水變稀。   |
| 玉米         | 玉米澱粉、玉米麵粉、粟粉、生粉 | 適合西點製作、勾芡，湯汁放涼後依然濃稠。   |
| 番薯         | 地瓜粉、蕃薯粉                 | 顆粒較為粗糙，適合油炸。                   |
| 木薯         | 樹薯粉、木薯粉（太白粉）       | 泰國木薯粉有時被當成地瓜粉或太白粉。       |
| 蓮藕         | 蓮藕粉                         | 製作藕粉羹、蒸藕粉。                       |
| 其他食用粉類 |                                |                                            |
| 稻米         | 糯米粉、在來米粉               | 製作湯圓、年糕                             |
| 紅藻         | 洋菜粉                         | 製作果凍。非單純由葡萄糖聚合而成之澱粉類。 |
| 海藻類       | 果凍粉                         | 製作果凍。非單純由葡萄糖聚合而成之澱粉類。 |
| 蒟蒻         | 蒟蒻粉                         | 製作蒟蒻。非單純由葡萄糖聚合而成之澱粉類。 |

#### 淀粉糖
淀粉可以被水解成更简单的碳水化合物，由酸，各种酶，或两者的组合。将所得的片段是已知为糊精。转换的程度通常是量化的右旋糖当量（DE），这大约是在淀粉中的糖苷键已经被打破。
这些淀粉糖是目前最常见的基于淀粉的食品成分和作为许多饮料和食品中的甜味剂使用。这些措施包括：
- 麦芽糊精，不完全水解淀粉得到，无味，可作填料和增稠剂（DE10-20）。
- 各种高果糖浆（DE30-70），有粘性，在许多种加工食品中用作甜味剂和增稠剂。

#### 改性淀粉
化製澱粉，亦稱修飾澱粉，或稱改性淀粉。是將源自穀粒或根部（如玉米、米、小麥、馬鈴薯......等）之天然澱粉，以少量化學藥品處理，改變其物理特性而得；以使淀粉正常处理或贮存过程中经常遇到的条件下，如高耐热，高剪切，低pH条件下，冻结/解冻和冷却。食物澱粉在食品添加劑國際編碼系统（INS）之中為正面表列。

#### 食品添加剂
淀粉是一种食品添加剂，通常用于做增稠剂和稳定剂，如布丁、奶油蛋羹、汤、调味汁、肉汁、馅饼、沙拉酱等。

## 工业应用

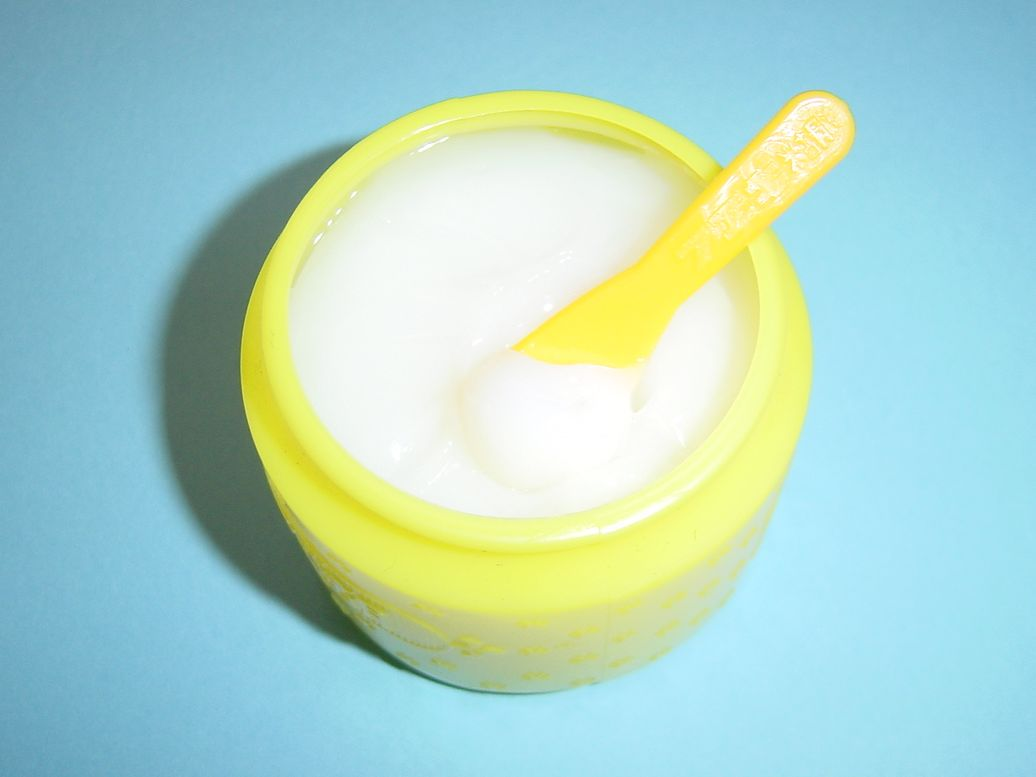
淀粉浆糊

### 造紙
造纸是淀粉在世界上最大的非食品应用，每年消耗几百万吨。例如，在典型的一张拷贝用纸之中，淀粉的含量可达到纸张重量的8%。

### 瓦楞纸板粘合剂
瓦楞纸板粘合剂是淀粉在世界上第二大的非食品应用。

### 服装淀粉
服装或洗衣淀粉是通过混合在水（较早的制剂也有以煮沸）的蔬菜淀粉制备的液体中，并用于漿洗服装。

### 其他
另一大类非食品淀粉的应用是在建筑行业，其中淀粉在石膏隔墙板生产过程中使用。化学改性或未改性的淀粉中加入主要成分为石膏的灰泥。
- 淀粉被用于生产各种生物塑料，是可生物降解的合成聚合物。一个例子是聚乳酸 polylactic acid。
- 氢的生产，可以用淀粉作为原料，以酶加工。[15]氢气是一种清洁能源，但它的制取、存储和运输都很困难。美国科学家研究出一种用多糖制取氢的新技术，有望一举解决这几大问题。
- 在乾電池中，澱粉的功用為增稠，避免液體流出。

## 外部連結
- Starch - Stärke[永久], scientific journal on starch
- CDC - NIOSH Pocket Guide to Chemical Hazards （页面存档备份，存于）, information for workers